# 石井修道
石井 修道（いしい しゅうどう、1943年 - ）は、日本の仏教学者。専門は宋代禅宗史。学位は文学博士（駒澤大学・1988年）。駒澤大学名誉教授。松ヶ岡文庫長（代理)。

## 略歴
福岡県鞍手郡若宮町（現宮若市）出身。西照山円福寺の長男として生まれる。福岡県立鞍手高等学校卒業。1966年、駒澤大学仏教学部禅学科卒業。同大大学院博士後期課程単位取得退学。1971年に同大仏教学部助手、1974年に講師、1978年に助教授、1984年に教授就任。
1988年『宋代禅宗史の研究 -中国曹洞宗と道元禅-』で文学博士（駒澤大学）。松ヶ岡文庫理事、仏教学部長ならびに禅学研究所所長、禅文化研究所評議員を歴任。2014年に駒澤大学を定年退職、名誉教授。

## 受賞
- 1979年 日本印度学仏教学会賞[5]
- 2024年 第5回禅文化賞[6]

## 著書
- 『宋代禅宗史の研究 中国曹洞宗と道元禅』学術叢書・禅仏教：大東出版社、1987　博士論文、
- 『道元禅の成立史的研究』大蔵出版、1991
- 『中国禅宗史話 真字「正法眼蔵」に学ぶ』禅文化研究所、2003
- 『正法眼蔵行持に学ぶ 道元禅師』禅文化研究所、2007
- 『石頭　自己完結を拒否しつづけた禅者』「唐代の禅僧」臨川書店、2013

### 編訳
- 宏智正覚『宏智録』編輯　名著普及会、1984-86　禅籍善本古注集成
- 『禅語録　大乗仏典 中国・日本篇 第12巻』中央公論社、1992。大慧宗杲『法語』ほか
- 『道元思想大系 14 思想篇 第8巻　道元と本覚思想』責任編集 同朋舎出版、1995
- 『道元思想大系 7 思想篇 第1巻　道元禅の成立』責任編集 同朋舎出版、1995、各・新版 2022
- 『禅語録傍訳全書　従容録』編著 四季社、2003
- 『曹洞宗法問事例大系』全3巻、四季社、2002。高木祐之・中野東禅・春木龍仙・霊元丈法共編
- 『道元禅師全集 語録 原文対照現代語訳 第14巻』春秋社、2007、全17巻。伊藤秀憲・角田泰隆共訳註
- 『禅の思想辞典』東京書籍、2008。田上太秀共編著
- 『道元禅師全集 正法眼蔵 原文対照現代語訳 第8・9巻』春秋社、2011-12。最終部担当

### 監修
- 『道元「赴粥飯法」』角川ソフィア文庫、2024。編・解説

### 論文
- CiNii>石井修道
- INBUDS>石井修道